# John Fleming (sportiv)
John Fleming (n. 26 august 1881, Keswick, Anglia, Regatul Unit al Marii Britanii și Irlandei – d. 9 ianuarie 1965, Londra, Anglia, Regatul Unit) a fost un trăgător de tir ce a reprezentat Regatul Unit al Marii Britanii și al Irlandei de Nord, medaliat olimpic. A participat la o ediție a Jocurilor Olimpice (1908) în care a câștigat o medalie de aur.